# 十六酰胺
十六酰胺（Hexadecanamide），又名棕榈酰胺（Palmitamide），是一種脂肪酸酰胺，一種医药中间体和材料中间体。

## 參看
- 十六酰胺乙醇